# マウロ・カモラネージ
マウロ・カモラネージ（Mauro Camoranesi, 1976年10月4日 - ）は、アルゼンチン・タンディル出身の元サッカー選手、サッカー指導者。元イタリア代表。現役時代のポジションはミッドフィールダー。

## クラブ経歴
メキシコのサントス・ラグナ、ウルグアイのモンテビデオ・ワンダラーズFC、アルゼンチンのCAバンフィエルド、メキシコのクルス・アスルと渡り歩いた後、2000年にイタリアのエラス・ヴェローナに移籍。ここでの献身的なプレーが評価され、2002年にマルチェロ・リッピ監督率いるユヴェントスへ移籍した。
当初はジャンルカ・ザンブロッタの控えと目されていたが、大方の予想に反して、効果的なプレーを連発。また、ザンブロッタが左サイドバックにコンバートされたこともあってレギュラーの座を獲得。2004年から監督がファビオ・カペッロに変わった後も、中盤右サイドのポジションを務めた（この間、ユヴェントスは2シーズンともセリエAで優勝しているが、後述のカルチョ・スキャンダルにより2度とも優勝は取り消された）。
その後、カルチョ・スキャンダルによりユヴェントスのセリエB降格が決定すると、他クラブへの移籍を希望したが、ディディエ・デシャン監督（当時）の意向でユヴェントスに残留。セリエA昇格に貢献した。
2007年、監督がクラウディオ・ラニエリに代わった後もレギュラーとしてプレーし、怪我により長期離脱するとその間ユヴェントスの攻撃は機能せず、存在の大きさを浮き彫りにした。復帰後は好調を維持し、2008年にクラブがUEFAチャンピオンズリーグ出場権獲得という目標を達成（セリエAでの順位は3位）する原動力となった。
2009年、監督がチロ・フェラーラに交代。ユヴェントスの基本フォーメーションがフラット4-4-2から4-3-1-2に変更された。怪我がちではあるが、代表と同じトリプルボランチの右を主戦場に、緊急時にはトップ下をこなすなど活躍している。
2010年8月にユヴェントスとの契約を解消し、VfBシュトゥットガルトに移籍した。しかしチームに満足に馴染むことが出来ず、2011年1月にVfBシュトゥットガルトとの契約を解除した。
2011年2月、アルゼンチンのCAラヌースと2年契約を結んだ。
2012年7月にはラシン・クラブに移籍した。
2014年2月、同年6月に現役引退をすることを明らかにした。

## 代表経歴
2003年に祖父がイタリア人であったことからイタリアに帰化。イタリア代表入りも果たし、同年2月12日のポルトガル代表戦で代表デビューを飾ると、翌年のUEFA EURO 2004に出場した。
そして2006年のFIFAワールドカップ・ドイツ大会では、同年にカルチョ・スキャンダルが発覚し、所属するユヴェントスやイタリアサッカー界が暗いムードに包まれる中、ジェンナーロ・ガットゥーゾ、アンドレア・ピルロ、ダニエレ・デ・ロッシらとトリプルボランチを形成。自身が飛躍するきっかけとなったリッピ監督の下で4度目のワールドカップ制覇に貢献した。
UEFA EURO 2008のメンバーに選出され、4試合に出場した。
2010 FIFAワールドカップでは2試合に途中出場するも、チームはグループリーグで敗退した。

## 監督経歴
2014年12月15日、コラス・デ・テピクの監督に就任した。

## エピソード
- 2006年のドイツW杯で優勝を決めた後、かねてからチームメートと約束していたとおりに、長髪の結わいでいた部分を切り落とした。ちなみに、この期間のヘアスタイルは一部のサッカーファンから侍ヘアと呼ばれた。
- ギター演奏が趣味で、チームメイトが言うにはかなりの腕前であるという。
- ユヴェントス移籍以来、毎年のように移籍が取り沙汰されるが結局は残留という流れを繰り返していた。特にカルチョポリの後は本人も移籍を強く望んでいたようだが、ユヴェントスは契約を盾に移籍を認めなかった。本人の恨み節ともとれるコメントが何度かメディアに取り上げられた。
- カペッロ監督時代のユヴェントスで、ゲームに途中出場するも不甲斐無いプレーを繰り返したため、出場して数分でベンチに下げられたことがある。
- カッとなりやすい性格が難点で、2011年7月23日のオールドボーイズ戦でウルグアイ人MFファン・パブロ・ロドリゲス・コンデに試合中とロドリゲスが説明を求めた際に2度暴力を振るうなど、30歳超えても丸くなる気配はなかった。またイタリア時代も相手選手といざこざを度々起こすなど、不要なファウルが多く、警告・退場もしばしばだった。

## 個人成績
| クラブ               | シーズン     | リーグ             | リーグ | リーグ | カップ           | カップ           | CL            | CL            | 通算 | 通算   |
| クラブ               | シーズン     | リーグ             | 出場   | ゴール | 出場             | ゴール           | 出場          | ゴール        | 出場 | ゴール |
| アルゼンチン         | アルゼンチン | リーグ             | リーグ | リーグ | カップ           | カップ           | South America | South America | 通算 | 通算   |
| -------------------- | ------------ | ------------------ | ------ | ------ | ---------------- | ---------------- | ------------- | ------------- | ---- | ------ |
| Aldosivi             | 1994–95      | Primera B Nacional | 31     | 0      |                  |                  |               |               | 31   | 0      |
| メキシコ             | メキシコ     | リーグ             | リーグ | リーグ | カップ           | カップ           | North America | North America | 通算 | 通算   |
| Santos Laguna        | 1995–96      | Primera División   | 13     | 1      |                  |                  |               |               | 13   | 1      |
| ウルグアイ           | ウルグアイ   | リーグ             | リーグ | リーグ | カップ           | カップ           | South America | South America | 通算 | 通算   |
| Montevideo Wanderers | 1997         | Primera División   | 6      | 1      |                  |                  |               |               | 6    | 1      |
| アルゼンチン         | アルゼンチン | リーグ             | リーグ | リーグ | カップ           | カップ           | South America | South America | 通算 | 通算   |
| Banfield             | 1997–98      | Primera B Nacional | 38     | 16     |                  |                  |               |               | 38   | 16     |
| メキシコ             | メキシコ     | リーグ             | リーグ | リーグ | カップ           | カップ           | North America | North America | 通算 | 通算   |
| Cruz Azul            | 1998–99      | Primera División   | 39     | 11     |                  |                  |               |               | 39   | 11     |
| Cruz Azul            | 1999–2000    | Primera División   | 36     | 10     |                  |                  |               |               | 36   | 10     |
| イタリア             | イタリア     | リーグ             | リーグ | リーグ | コッパ・イタリア | コッパ・イタリア | Europe        | Europe        | 通算 | 通算   |
| エラス・ヴェローナ   | 2000–01      | セリエA            | 22     | 4      | 1                | 0                | -             | -             | 23   | 4      |
| エラス・ヴェローナ   | 2001–02      | セリエA            | 29     | 3      | 1                | 0                | -             | -             | 30   | 3      |
| ユヴェントス         | 2002–03      | セリエA            | 30     | 4      | 1                | 0                | 13            | 1             | 44   | 5      |
| ユヴェントス         | 2003–04      | 30                 | 26     | 3      | 5                | 1                | 4             | 0             | 35   | 4      |
| ユヴェントス         | 2004–05      | セリエA            | 36     | 4      | 1                | 0                | 9             | 1             | 46   | 5      |
| ユヴェントス         | 2005–06      | セリエA            | 34     | 3      | 0                | 0                | 9             | 0             | 43   | 3      |
| ユヴェントス         | 2006–07      | セリエB            | 33     | 4      | 2                | 0                | -             | -             | 35   | 4      |
| ユヴェントス         | 2007–08      | セリエA            | 22     | 5      | 1                | 0                | -             | 23            | 2    |        |
| ユヴェントス         | 2008–09      | セリエA            | 19     | 1      | 1                | 0                | 6             | 1             | 26   | 2      |
| ユヴェントス         | 2009–10      | セリエA            | 24     | 3      | 0                | 0                | 9             | 1             | 33   | 4      |
| ドイツ               | ドイツ       | リーグ             | リーグ | リーグ | DFB-Pokal        | DFB-Pokal        | Europe        | Europe        | 通算 | 通算   |
| シュツットガルト     | 2010–11      | Bundesliga         | 7      | 0      | 0                | 0                | 6             | 0             | 13   | 0      |
| アルゼンチン         | アルゼンチン | リーグ             | リーグ | リーグ | カップ           | カップ           | South America | South America | 通算 | 通算   |
| Lanús                | 2010–11      | Primera División   | 17     | 0      |                  |                  | 2             | 0             | 19   | 0      |
| Lanús                | 2011–12      | Primera División   | 15     | 0      |                  |                  | 3             | 1             | 18   | 1      |
| 国                   | メキシコ     | メキシコ           | 88     | 22     |                  |                  |               |               | 88   | 22     |
| 国                   | ウルグアイ   | ウルグアイ         | 6      | 1      |                  |                  |               |               | 6    | 1      |
| 国                   | アルゼンチン | アルゼンチン       | 70     | 16     |                  |                  | 5             | 1             | 75   | 17     |
| 国                   | イタリア     | イタリア           | 275    | 34     | 13               | 1                | 50            | 4             | 338  | 39     |
| 国                   | ドイツ       | ドイツ             | 7      | 0      | 0                | 0                | 6             | 0             | 13   | 0      |
| キャリア通算         | キャリア通算 | キャリア通算       | 446    | 71     | 13               | 1                | 61            | 5             | 520  | 79     |

## 代表歴

### 出場大会
- イタリア代表
  - 2006 FIFAワールドカップ
  - 2010 FIFAワールドカップ

### 試合数
- 国際Aマッチ 55試合 5得点（2003年-2010年）[7]

| イタリア代表 | 国際Aマッチ | 国際Aマッチ |
| 年           | 出場        | 得点        |
| ------------ | ----------- | ----------- |
| 2003         | 6           | 0           |
| 2004         | 5           | 0           |
| 2005         | 7           | 2           |
| 2006         | 11          | 1           |
| 2007         | 4           | 0           |
| 2008         | 9           | 1           |
| 2009         | 11          | 1           |
| 2010         | 2           | 0           |
| 通算         | 55          | 5           |